# Пинкхэм, Лидия
Лидия Пинкхэм (ур. Эстес; 9 февраля 1819, Линн, штат Массачусетс, США — 17 мая 1883, там же) — американская предпринимательница XIX века, создательница и владелица патента на «женский тоник», который якобы облегчал боли при менструации и менопаузе. Считается также основательницей первой в мире специализированной женской консультации.

## Биография
Родилась в городе Линн, штат Массачусетс в богатой семье квакеров; получила хорошее образование в академии Линна и до выхода замуж в 1843 году за торговца обувью работала школьной учительницей. Отличалась передовыми для своего времени взглядами, поддерживала идеи отмены рабства и предоставления гражданских прав женщинам и чернокожему населению. Также Лидия интересовалась фитотерапией и ради интереса пробовала изготавливать из растений различные снадобья. Одно из них, состоящее из смеси экстрактов некоторых растений и алкоголя, как она считала, избавляло женщин от менструальных болей, и она охотно делилась им с соседками.
Биржевой крах 1873 года привёл к банкротству её мужа, и Пинкхэм по совету одного из своих сыновей решила в 1875 году продавать своё средство по доллару за бутылочку, а её сыновья выступали в роли рекламщиков и распространителей листовок. В 1876 году средство было запатентовано. В 1879 году Лидия решила поместить на рекламные объявления свою фотографию, что, как она считала, упрочит доверие потенциальных покупательниц к ней. В рекламной кампании тоника особенно подчёркивалось то, что он изготовлен женщиной для женщин и в домашних условиях.
Каких-либо медицинских исследований настойки Пинкхэм профессиональными медиками никогда не проводилось, но снадобье приобрело достаточно большую популярность в Америке, а Пинкхэм, которая уже смогла позволить себе создать целую лабораторию по его производству, стала зарабатывать более 300 тысяч долларов в год. Вскоре Лидия начала предлагать в рекламных листовках женщинами обращаться к ней за советами о здоровье и создала частное учреждение с персоналом из женщин, которое возглавила и которое принимало огромное количество посетительниц. После смерти Пинкхэм дело продолжили её сыновья, а её средство продолжало оставаться популярным до 1920-х годов.